# Estadio Calvin Byron
El Estadio Calvin Byron es un estadio de béisbol, ubicado en El Empalme, Changuinola (Provincia de Bocas del Toro, Panamá).
Tiene una capacidad para 4 500 espectadores y es el estadio de los Tortugueros de Bocas del Toro.

## Historia
Originalmente se conoció como el Estadio El Empalme. 
También fue sede del equipo de fútbol Chirilanco FC en la década de 1980.

## Nombre del Estadio
El Estadio lleva el nombre  de Calvin Byron quien fue un jugador, entrenador profesional y posteriormente instructor de beisbol oriundo de la Provincia de Bocas del Toro. Jugó profesionalmente beisbol en Panamá, Colombia y Nicaragua. Dirigió al equipo Indios del Bóer de Nicaragua. Fue instructor de beisbol hasta su fallecimiento y después de su deceso se le dio su nombre al estadio de béisbol ubicado en el corregimiento de El Empalme, en el distrito de Changuinola, Bocas del Toro.

## Eventos de Béisbol
Dentro de los eventos de béisbol, desde 1972 acoge las temporadas de béisbol juvenil y mayor para la Provincia de Bocas del Toro en partidos locales.

## Instalaciones
Fue reconstruido por Pandeportes en 2009, y ya cuenta con torres de iluminación nocturna.
Además, en 2012, recibió el anhelado tablero electrónico por parte del Gobierno Nacional y en el 2016 se demolió para hacer un nuevo Calvin Byron más moderno, con las especificaciones que marca la MLB.

## Trivia
Un grupo de residentes de Bocas del Toro, pidieron a Pandeportes cambiar el nombre del estadio al nombre original, El Empalme, debido a una maldición que expresó el mismo Calvin Byron antes de fallecer.